# Tetragnatha nero
Espèce
Tetragnatha nero est une espèce d'araignées aranéomorphes de la famille des Tetragnathidae.

## Distribution
Cette espèce est endémique de l'île de Rodrigues dans l'océan Indien.

## Description
Le mâle mesure 8 mm et la femelle 12 mm.

## Publication originale
- Butler, 1876 : Preliminary notice of new species of Arachnida and Myriopoda from Rodriguez, collected by Mssrs George Gulliver and H. H. Slater. Annals and Magazine of Natural History, sér. 4, vol. 17, p. 439-446 (texte intégral).